# Мифепристон
Мифепристо́н — синтетическое стероидное антипрогестагенное лекарственное средство, не обладающее гестагенной активностью.
Мифепристон используется для прерывания нежелательной беременности, а также при неразвивающейся беременности на ранних сроках без хирургического вмешательства — медикаментозного аборта. Также применяется для индукции родов при доношенной беременности, в малых дозах — для посткоитальной (экстренной) контрацепции.

## Описание
Мифепристон начал применяться для прерывания беременности с 1988 года в Китае и Франции.
В США мифепристон, выпускаемый под торговой маркой «Мифепрекс» (англ. Mifeprex) был зарегистрирован (разрешён FDA к применению) в 2000 году. В апреле 2019 года FDA разрешила к применению первый дженерик Мифепрекса, выпущенный GenBioPro, Inc. под названием «Мифепристон» (англ. Mifepristone).
В 2005 году около 26 миллионов женщин использовали мифепристон с мизопростолом для прерывания беременности, как в медицинском учреждении, так и дома.

## Фармакологические свойства

### Фармакодинамика
Мифепристон блокирует прогестероновые рецепторы, повышает сократительную способность миометрия, стимулирует высвобождение интерлейкина-8 в хориодецидуальных клетках, повышая чувствительность миометрия к простагландинам. Это способствует изгнанию плодного яйца из полости матки. Для усиления эффекта совместно с мифепристоном применяют простагландины.
Метаболизируется в печени путём деметилирования с образованием трёх метаболитов.

### Фармакокинетика
Максимальная концентрация 1,98 мг/л препарата в крови после приёма 600 мг мифепристона достигается через полтора часа. Абсолютный биорезерв равен 69 %. В плазме крови мифепристон на 98 % связывается с плазматическими протеинами: альфа-гликопротеином и альбумином. 90 % выводится через кишечник, остальное — почками. Выведение сначала происходит медленно (концентрация уменьшается в 2 раза между 12−72 часами), затем более быстро. Период полувыведения составляет 18 часов. На 11 сутки в крови не обнаруживается.
В период лактации мифепристон может проникать в грудное молоко (если препарат принимает кормящая женщина).

## Эффективность и безопасность
Эффективность и безопасность мифепристона подтверждена клиническими исследованиями. Во всех случаях применения препарата беременность была прервана, пациентки удовлетворены результатом в подавлящем большинстве случаев (от 72 до 99 % в разных исследованиях). Неудовлетворённость части пациенток вызвана побочными эффектами.
При использовании с соблюдением протокола применения препарат высокоэффективен и безопасен для прерывания беременности вплоть до 63 дня с её начала.
На 2009 год регуляторному органу США (FDA) было известно о 12 случаях смертей после медикаментозных абортов с применением комбинации аналога простагландина и мифепристона, 8 таких случаев — в самих США, из которых пять связаны с инфекциями, и один из этих пяти — с эктопической беременностью.
Две из восьми смертей точно не связаны с мифепристоном. Один случай ещё расследовался и вряд ли был связан с приёмом этого препарата. Четыре из пяти случаев инфекции были вызваны клостридией Сорделли (лат. Clostridium Sordellii), пятый — Clostridium perfringens, причём эта женщина занималась самолечением — самовольно ввела себе во влагалище 800 мкг мизопростола, что не было предусмотрено протоколом приёма препаратов, было прямым его нарушением.

## Применение
1. В дозе 600 мг в комбинации с простагландинами используется для медикаментозного аборта (искусственного прерывания беременности) на ранних сроках с эффективностью 98 %. (Для усиления эффекта применяют синтетический аналог простагладина мизопростол в дозе 400 мкг.)[3].
2. В дозе 200 мг в комбинации с мизопростолом — для медикаментозного прерывания беременности на любом сроке (в РФ — только на ранних сроках) с эффективностью 98 %.
3. В дозе 200 мг дважды — для индукции родов при доношенной беременности[3].
4. В дозе 50 мг — для лечения миомы матки.
5. В дозе 10 мг — для экстренной контрацепции с эффективностью 99 %.

Применение во время беременности ведёт к гибели плодного яйца, отторжению эндометрия и раскрытию шейки матки в течение 48 часов после приёма медикамента. По стандартной схеме после мифепристона пациентка принимает препарат простагландина через 36−48 часов, благодаря чему происходит сокращение матки и запускается механизм прерывания беременности. Мифепристон действует на протяжении всей беременности, однако применение препарата на более поздних сроках беременности (после 12 недель) возможно только по медицинским или социальным показаниям.
Приём препарата производится в присутствии врача, пациентка должна находиться под медицинским наблюдением не меньше 2 часов после приёма мифепристона. Через 8−14 дней необходимо пройти клиническое обследование, в том числе УЗИ матки, чтобы убедиться в полном изгнании плода. При отсутствии эффекта (неполный аборт, продолжающаяся беременность) на 14 день необходимо выполнить прерывание беременности другим методом (хирургический аборт, вакуум-аспирация, дилатация и кюретаж, дилатация и эвакуация).

### Показания
Прерывание маточной беременности. Подготовка и индукция родов при доношеной беременности.

### Противопоказания
Общие противопоказания
Недостаточность надпочечников, печени или почек; порфирия; длительный приём глюкокортикостероидов; анемия; кахексия; тяжёлая форма бронхиальной астмы; воспалительные заболевания половых органов; миома матки больших размеров; нарушения гемостаза и лечение коагулянтами; тяжёлая экстрагенитальная патология; курение в возрасте старше 35 лет.
Противопоказания при прерывании беременности
Внематочная беременность; присутствие внутриматочного контрацептива в матке; противопоказания против применения мизопростола.
Противопоказания при подготовке и индукции родов
Гестоз тяжёлой степени; преэклампсия и эклампсия; тяжёлые формы гемолитической болезни плода; кровянистые выделения из влагалища неясной этиологии; недоношенная или переношенная беременность; предлежание плаценты, отслоение плаценты; противопоказания против естественных родов (аномальное положение плода и другие).

### Особые указания
Применяется с осторожностью в случае миомы матки, артериальной гипертензии, нарушениях сердечного ритма, бронхиальной астме, хронической обструктивной болезни лёгких.

### Побочные действия
В результате применения мифепристона возможны серьёзные побочные эффекты и осложнения вплоть до смертельного исхода.
- Ноющая боль внизу живота.
- Диспепсические явления в виде дискомфорта в области живота.
- Нарушение стула и перистальтики кишечника.
- Повышение температуры.
- Слабость.
- Сильная головная боль, головокружение, потеря сознания.
- Тошнота и рвота.
- Маточное кровотечение.
- Редкие случаи аллергических реакций: сыпь, крапивница.
- Осложнения:

- обильное маточное кровотечение (в 5 % случаев);
- воспаление матки и придатков;
- инфекция матки и мочевыводящих путей;
- эндометрит, вызванный Clostridium Sordellii в результате интравагинального введения простагладинов;
- сепсис.

## Документы
- Реестровая запись Р N001107/01. Мифепристон. Государственный реестр лекарственных средств. Минздрав РФ (1 апреля 2008).
- Регистрационное удостоверение ЛП-002175. Мифепристон. Государственный реестр лекарственных средств. Минздрав РФ (6 августа 2013).
- Поспелова. Инструкция по применению лекарственного препарата для медицинского применения Мифепристон / ООО «Изварино Фарма». — Министерство здравоохранения Российской Федерации, 2013. — 10 с.